# Andelot-en-Montagne
Pour les articles homonymes, voir Andelot.
Andelot-en-Montagne est une commune française, située dans le département du Jura, la région culturelle et historique de Franche-Comté et la région administrative Bourgogne-Franche-Comté. Ses habitants s'appellent les Andelotiens.
Elle fait partie de la communauté de communes Champagnole Nozeroy Jura.

## Géographie
C'est un village du canton de Champagnole à une altitude de 637 m. Andelot est situé à proximité de la forêt de la Joux.

### Climat
Pour des articles plus généraux, voir Climat de la Bourgogne-Franche-Comté et Climat du département du Jura.
En 2010, le climat de la commune est de type climat de montagne, selon une étude du Centre national de la recherche scientifique s'appuyant sur une série de données couvrant la période 1971-2000. En 2020, Météo-France publie une typologie des climats de la France métropolitaine dans laquelle la commune est exposée à un climat semi-continental et est dans la région climatique Jura, caractérisée par une forte pluviométrie en toutes saisons (1 000 à 1 500 mm/an), des hivers rigoureux et un ensoleillement médiocre.
Pour la période 1971-2000, la température annuelle moyenne est de 8,8 °C, avec une amplitude thermique annuelle de 16,7 °C. Le cumul annuel moyen de précipitations est de 1 569 mm, avec 13,5 jours de précipitations en janvier et 10,3 jours en juillet. Pour la période 1991-2020, la température moyenne annuelle observée sur la station météorologique de Météo-France la plus proche, « Champagnole », sur la commune de Champagnole à 12 km à vol d'oiseau, est de 9,4 °C et le cumul annuel moyen de précipitations est de 1 573,2 mm. 
La température maximale relevée sur cette station est de 37,5 °C, atteinte le 24 juillet 2019 ; la température minimale est de −23,5 °C, atteinte le 24 décembre 2001,,.
Les paramètres climatiques de la commune ont été estimés pour le milieu du siècle (2041-2070) selon différents scénarios d'émission de gaz à effet de serre à partir des nouvelles projections climatiques de référence DRIAS-2020. Ils sont consultables sur un site dédié publié par Météo-France en novembre 2022.

## Urbanisme

### Typologie
Au 1er janvier 2024, Andelot-en-Montagne est catégorisée commune rurale à habitat dispersé, selon la nouvelle grille communale de densité à sept niveaux définie par l'Insee en 2022.
Elle est située hors unité urbaine. Par ailleurs la commune fait partie de l'aire d'attraction de Champagnole, dont elle est une commune de la couronne,. Cette aire, qui regroupe 43 communes, est catégorisée dans les aires de moins de 50 000 habitants,.

### Occupation des sols
L'occupation des sols de la commune, telle qu'elle ressort de la base de données européenne d’occupation biophysique des sols Corine Land Cover (CLC), est marquée par l'importance des territoires agricoles (57,4 % en 2018), une proportion sensiblement équivalente à celle de 1990 (57,9 %). La répartition détaillée en 2018 est la suivante : 
forêts (35,6 %), prairies (34,2 %), terres arables (13,4 %), zones agricoles hétérogènes (9,8 %), zones urbanisées (4,7 %), zones humides intérieures (2,2 %). L'évolution de l’occupation des sols de la commune et de ses infrastructures peut être observée sur les différentes représentations cartographiques du territoire : la carte de Cassini (XVIIIe siècle), la carte d'état-major (1820-1866) et les cartes ou photos aériennes de l'IGN pour la période actuelle (1950 à aujourd'hui).

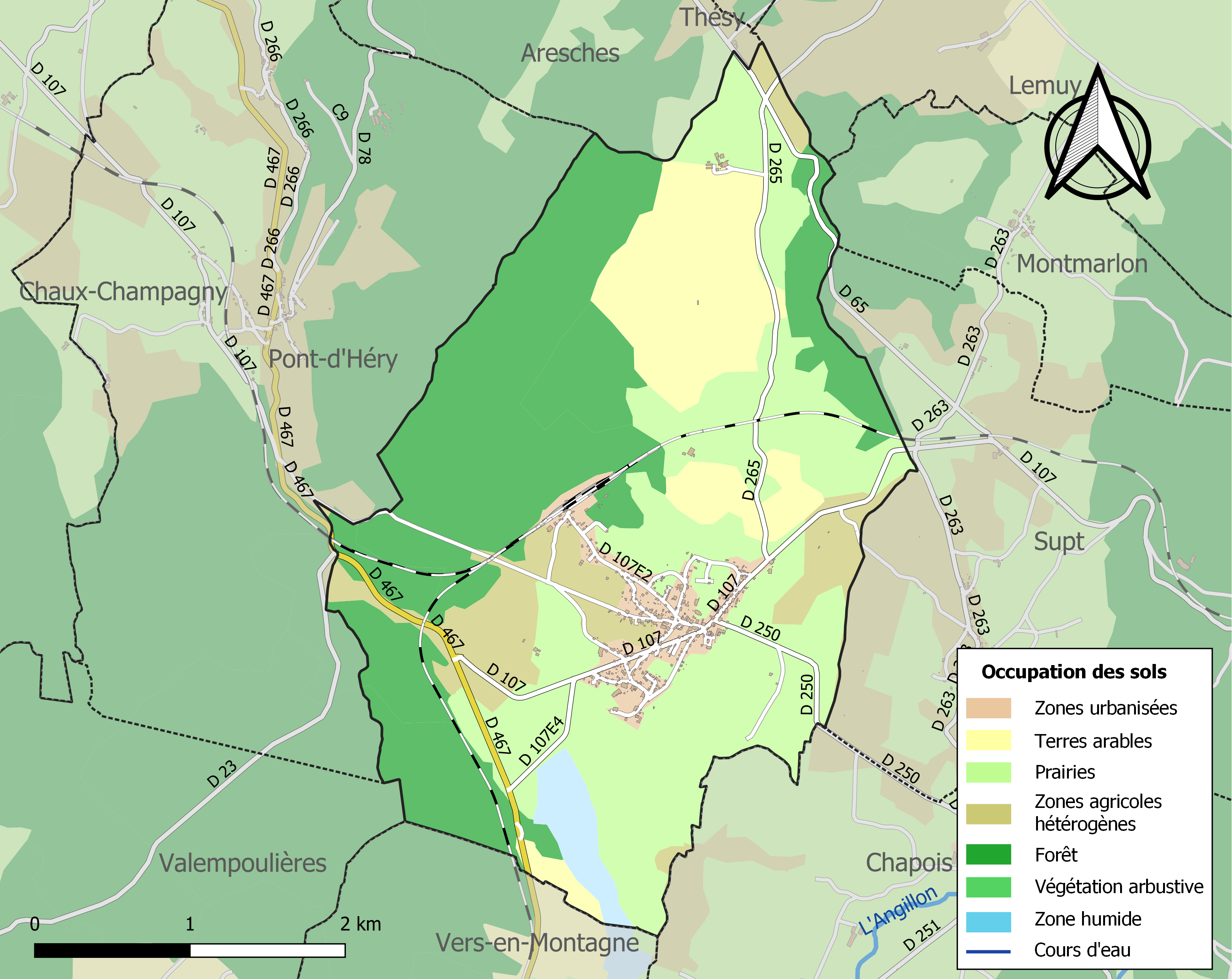
Carte des infrastructures et de l'occupation des sols de la commune en 2018 (CLC).

## Politique et administration
La liste des maires d'Andelot-en-Montagne depuis 1796 s'établit comme suit
| Période        | Période        | Identité                | Étiquette | Qualité         |
| -------------- | -------------- | ----------------------- | --------- | --------------- |
| juillet 1796   | janvier 1800   | Jean Simon Bouvert      |           |                 |
| janvier 1800   | janvier 1820   | Jean Simon Ganevat      |           |                 |
| janvier 1820   | 1821           | Claude Bourgeois        |           |                 |
| 1821           | janvier 1826   | Jean-Baptiste Debois    |           |                 |
| janvier 1826   | janvier 1832   | Simon Ganevat           |           |                 |
| janvier 1832   | 1835           | Jean Joseph Bonmaillard |           |                 |
| 1835           | mai 1838       | Jean-Baptiste Debois    |           |                 |
| mai 1838       | mai 1842       | Jean-Pierre Bouveret    |           |                 |
| mai 1842       | mai 1852       | Jean-François Guyon     |           |                 |
| mai 1852       | août 1855      | Joseph Genevat          |           |                 |
| août 1855      | mai 1865       | Ferréol Michaud         |           |                 |
| mai 1865       | octobre 1870   | François Tabourey       |           |                 |
| octobre 1870   | août 1877      | Jean-Louis Bourgeois    |           |                 |
| août 1877      | février 1878   | Jean-Claude Bousson     |           |                 |
| février 1878   | mai 1884       | Jean-Louis Bourgeois    |           |                 |
| mai 1884       | juillet 1905   | Louis Guyon             |           |                 |
| juillet 1905   | mai 1925       | Victor Guyon            |           |                 |
| mai 1925       | novembre 1952  | Narcisse Vallet         |           |                 |
| novembre 1952  | juin 1957      | Albert Thévenin         |           |                 |
| juin 1957      | septembre 1962 | Jean Lamy               |           |                 |
| septembre 1962 | mai 1979       | Joseph Vallet           |           |                 |
| mai 1979       | mars 2008      | Robert Couturet         |           |                 |
| mars 2008      | avril 2014     | Michel Vandewattyne     |           |                 |
| avril 2014     | juin 2020      | Rémi Chambaud           | DVD       | cadre supérieur |
| juin 2020      | En cours       | Pascal Volpoet          |           |                 |

## Démographie
L'évolution du nombre d'habitants est connue à travers les recensements de la population effectués dans la commune depuis 1793. Pour les communes de moins de 10 000 habitants, une enquête de recensement portant sur toute la population est réalisée tous les cinq ans, les populations de référence des années intermédiaires étant quant à elles estimées par interpolation ou extrapolation. Pour la commune, le premier recensement exhaustif entrant dans le cadre du nouveau dispositif a été réalisé en 2006.

En 2022, la commune comptait 573 habitants, en évolution de +8,52 % par rapport à 2016 (Jura : −0,81 %, France hors Mayotte : +2,11 %).
| 1793 | 1800 | 1806 | 1821 | 1831 | 1836 | 1841 | 1846 | 1851 |
| ---- | ---- | ---- | ---- | ---- | ---- | ---- | ---- | ---- |
| 415  | 418  | 509  | 633  | 666  | 721  | 784  | 722  | 746  |

| 1856 | 1861 | 1866 | 1872 | 1876 | 1881 | 1886 | 1891 | 1896 |
| ---- | ---- | ---- | ---- | ---- | ---- | ---- | ---- | ---- |
| 678  | 701  | 974  | 690  | 759  | 814  | 825  | 819  | 791  |

| 1901 | 1906 | 1911 | 1921 | 1926 | 1931 | 1936 | 1946 | 1954 |
| ---- | ---- | ---- | ---- | ---- | ---- | ---- | ---- | ---- |
| 813  | 805  | 757  | 703  | 701  | 701  | 695  | 688  | 723  |

| 1962 | 1968 | 1975 | 1982 | 1990 | 1999 | 2006 | 2011 | 2016 |
| ---- | ---- | ---- | ---- | ---- | ---- | ---- | ---- | ---- |
| 643  | 605  | 548  | 555  | 561  | 548  | 548  | 536  | 528  |

| 2021 | 2022 | - | - | - | - | - | - | - |
| ---- | ---- | - | - | - | - | - | - | - |
| 552  | 573  | - | - | - | - | - | - | - |

## Économie
- De l'agriculture : élevage bovins, production laitière, céréales

- De la sylviculture : bûcheronnage principalement, scierie

- Des commerces : bureau de tabac – presse - épicerie, boulangerie, pharmacie, salon de coiffure, 

- Un médecin

- Un bureau de poste 

- Une gare

- Des artisans : charpentier, menuisier, chauffagiste, peintre, garagiste, galerie d'art

- Une entreprise de forage

- Un entrepôt d'explosifs

## Culture locale et patrimoine

### Lieux et monuments

#### Église Saint-Renobert (XVIIesiècle)
L'église Saint Renobert était d'abord un simple château. Elle a été construite grâce à Catherine de Jonvelle, Dame d'Andelot, en 1343. C'est devenu une église en 1652. C'est à cette époque qu'on a construit le clocher. Saint Renobert est le patron de l'église et sa fête se célèbre le 24 octobre. Elle est bâtie sur une butte qui domine le village. Sur les vitraux sont représentés des personnages de la religion catholique. Beaucoup ont été offerts par des riches habitants d'Andelot ;

#### Atelier Bouveret (XVIIIesiècle), inscrit à l'IGPC, depuis 1997
L'atelier Bouveret était un atelier de montage de voitures tractées par des chevaux a été construit en 1777 par Jean Simon Bouveret. Une société est créée en 1872 par Léon Bouveret  pour la construction, la transformation, la réparation des voitures et des corbillards, pour l'entretien des carrosseries. L'atelier comprend 4 postes de travail. Vers 1901, la société s'oriente vers le montage et la réparation des carrosses et des voitures automobiles. L'activité reprend en 1930 avec le père, peu après l'atelier de fabrication est converti en garage spécialisé en carrosserie avec pont à essence ;

#### Fromagerie ou fruitière (XXes.), auj. chaufferie, inscrite à l'IGPCdepuis 1997
La coopérative fromagère a été créée le 1er juillet 1912. Elle fabriquait  du comté jusqu'à 12 meules par jour. Il y a eu aussi la fabrication de morbier et de beurre.
Jusqu'à 15 agriculteurs apportaient leur lait matin et  soir, puis un camion passait dans les fermes pour le récolter. 
Elle est équipée de deux cuves, installées un 1994, d'une capacité de 2 500 et de 1 500 litres, mais également de 12 presses et d'une baratte. La fromagerie comptait en 1997, 7 sociétaires, son maximum.
La  fabrication a été stoppée en 2005 et la vente s'est arrêté en 2008 ;

#### Autre
- Mairie ;
- Fontaine ;
- Ponts ferroviaires, inscrits à l'IGPC depuis 2004[21],[22],[23] ;
- Gare ferroviaire (XIXe s.), de la ligne Andelot-La Cluse, inscrite à l'IGPC, depuis 2004[24] ;
- Scierie Farcot, auj. Rodde (XXe s.), inscrite à l'IGPC, depuis 1997[25] ;
- Salle des pompes construite en 1892. La source de ce bâtiment est la fontaine noire de Chapois.

### Personnalités liées à la commune
- Jean d'Andelot (~1500-1556), militaire au service de Charles Quint
- Titouan Faivre dit Titou (né en 1997), auteur, illustrateur et dessinateur de bandes dessinées

### Anecdotes
Le nom de la commune apparaît en arrière-plan sur une tablette lors de l'épisode 60 (6e saison, épisode 12 : La pilule de l'oubli) de la série télévisée PJ.

### Héraldique
|  | Les armes de la commune se blasonnent ainsi : Échiqueté d'argent et d'azur de cinq tires, au lion de gueules, armé, lampassé et couronné d'or brochant sur le tout. |